# Logo di Wikipedia

Logo di Wikipedia

Il logo di Wikipedia, un'enciclopedia online gratuita, rappresenta un puzzle incompiuto a forma di globo: in alto mancano alcuni pezzi del puzzle, su ciascuno dei quali è inciso un glifo di un diverso sistema di scrittura. Come visualizzato sulle pagine web dell'edizione in lingua italiana del progetto, il logo mostra il nome "WIKIPEDIA" (stilizzato come WikipediA) sotto il globo e, in basso, il testo "L'enciclopedia libera" nel carattere gratuito Linux Libertine, che è open source.

## Design e storia

### I primi loghi (2001)

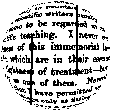
Il primo logo di Wikipedia

Nel gennaio 2001, Jimmy Wales utilizzò la bandiera degli Stati Uniti come logo segnaposto per l'istanza UseModWiki di Wikipedia. Il primo vero logo di Wikipedia fu un'immagine originariamente inviata da Bjørn Smestad, sotto il nome utente Bjornsm, per un concorso per il logo di Nupedia che ebbe avuto luogo nel 2000. Questo fu utilizzato provvisoriamente come logo di Wikipedia fino alla fine del 2001.
Il logo includeva una citazione dalla prefazione del libro del 1879 Euclid and his Modern Rivals di Lewis Carroll. L'uso dell'effetto fisheye faceva sembrare il testo avvolto su una sfera, lasciandone leggibile solo una parte. Il testo utilizzato era:

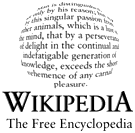
Il secondo logo di Wikipedia

Nel novembre 2001, gli utenti di Wikipedia iniziarono a suggerire nuovi loghi per il sito. Nel concorso, che si svolse da novembre a dicembre 2001, fu selezionata una lista di 24 principali candidati. Il vincitore fu stato l'ultimo logo (#24), fornito dall'utente The Cunctator.
Il logo includeva la citazione, tratta dal libro Leviatano di Thomas Hobbes del 1651, dal capitolo VI della parte I, posizionata all'interno di un cerchio e distorta dall'effetto fisheye. Al di sotto c'era scritto "Wikipedia" in maiuscolo, con W e A leggermente più alte delle altre. Sotto c'era il motto di Wikipedia: The Free Encyclopedia (in inglese). Il testo utilizzato per il logo era:
Poiché il logo utilizzava testo in lingua inglese, il suo utilizzo non era favorito dalle versioni in altre lingue di Wikipedia. Alcuni siti Web utilizzavano design simili con testi nelle rispettive lingue. Ad esempio, Wikipedia in olandese utilizzava il testo del libro classico di Max Havelaar del 1860 di Multatuli. Altri siti web utilizzavano il logo con testo in inglese, dipinto con i colori delle bandiere nazionali. Tale design è stato utilizzato ad esempio dalle versioni danese e svedese, utilizzando rispettivamente le bandiere di Danimarca e Svezia. L'altra opzione utilizzata da alcune versioni di Wikipedia era quella di progettare i propri loghi distinti, come ad esempio Wikipedia in francese, che utilizzava un cerchio verde con sopra una colomba bianca come logo. Inoltre, alcuni siti web utilizzavano un logo con testo in inglese, con il motto "The Free Encyclopedia" tradotto nelle rispettive lingue. Lo ha fatto, ad esempio, Wikipedia in tedesco.

### Globo puzzle (2003)

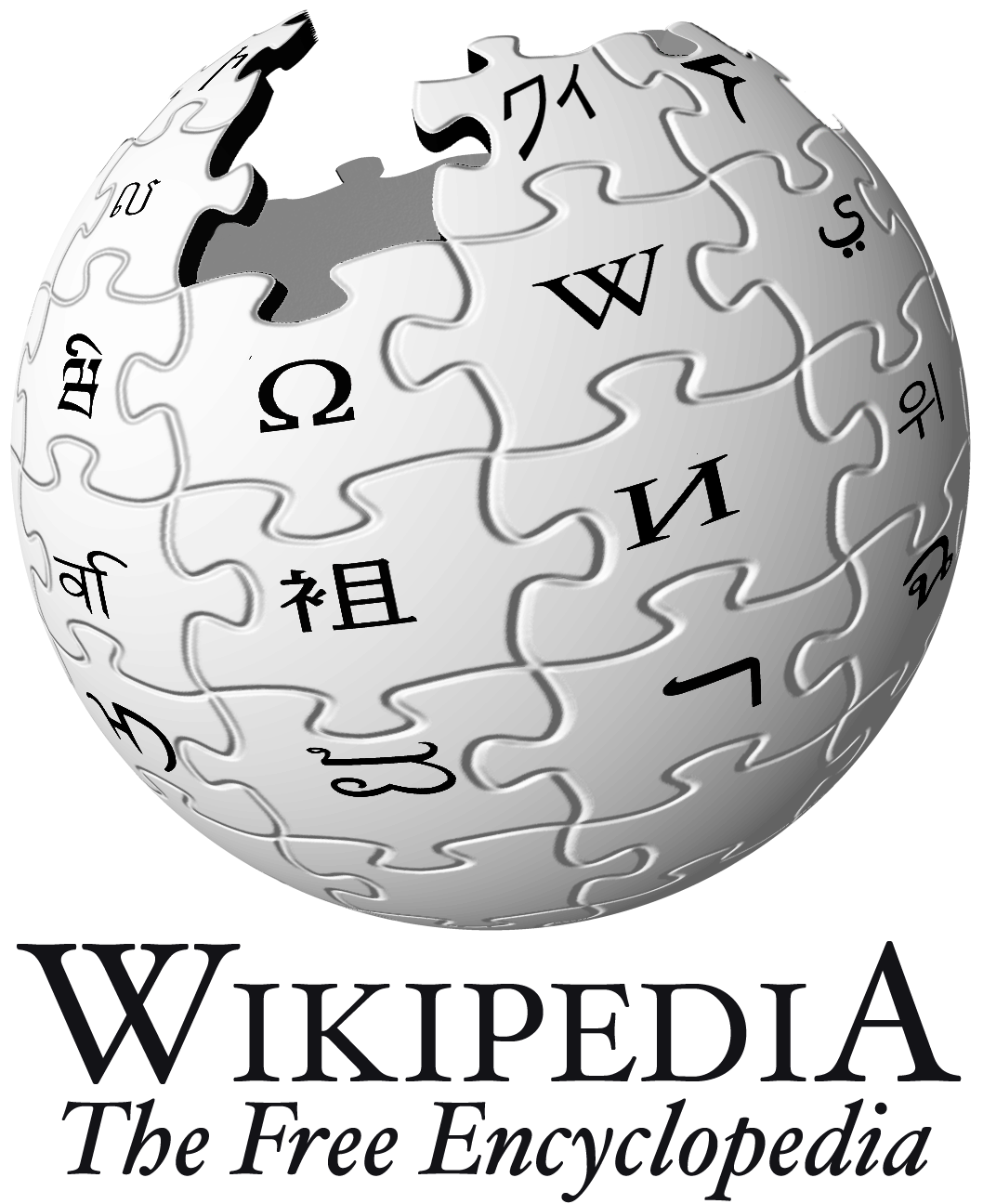
Logo finale adottato da Wikipedia nel 2003

#### Concorso
Nel 2003, su suggerimento di Erik Möller, conosciuto con il nome utente Eloquence, fu indetto un concorso internazionale per trovare un nuovo logo che fosse adatto a tutte le versioni linguistiche di Wikipedia. Dopo una votazione in due fasi, vinse un progetto di Paul Stansifer, allora conosciuto con il nome utente Paullusmagnus. Il suo progetto raffigurava un globo incompiuto costruito con pezzi di un puzzle, di vari colori. Era ricoperto da testo con collegamenti in varie lingue e sistemi di scrittura, a simboleggiare la continua costruzione e sviluppo del progetto. Fu realizzato in POV-Ray, utilizzando l'immagine di un puzzle avvolta attorno ad una sfera.
Subito dopo si svolse un voto di ratifica, per confermare il consenso della comunità. Di conseguenza, i membri della comunità crearono dodici adattamenti diretti del progetto. Fu scelta una delle proposte avanzate da David Friedland, conosciuto con il nome utente Nohat. Friedland rimosse il colore e cambiò il testo sovrapposto in una lettera o simbolo inserito in ogni pezzo del puzzle. Il suo design includeva vari caratteri provenienti da vari sistemi di scrittura. La scritta nel logo utilizzava il carattere Hoefler Text.
Prima di essere rilasciato ufficialmente, il logo fu leggermente alleggerito e il quasi obsoleto kana wi (ヰ) della scrittura katakana fu sostituito con il moderno kana wa (ワ) e la piccola i (ィ) per formare wi (ウィ). Lo spirito dolce prima dell'omega greco (Ω) fu cancellato e la lettera cirillica Й fu sostituita dalla И. Questo logo fu adottato da Wikipedia in inglese il 26 settembre 2003.

#### Versione finale
Il logo comprendeva 16 caratteri provenienti da 16 diversi tipi di scrittura, molti dei quali, ma non tutti, scelti per essere rappresentati per la loro somiglianza con la lettera W della lingua inglese, come nel nome Wikipedia. Gli alfabeti rappresentati erano i seguenti:
- alfabeto armeno: Ի
- alfabeto khmer: ល
- katakana giapponese: ワィ
- alfabeto klingon: 
- alfabeto tibetano: ཝི
- alfabeto greco: Ω
- alfabeto latino: W
- alfabeto arabo: ي
- devanagari: वि
- caratteri cinesi: 袓
- alfabeto cirillico: И
- hangul coreano: 위
- alfabeto mongolo: ᡅ
- scrittura kannada: ವಿ
- alfabeto ebraico: ר
- alfabeto thailandese: ฉ

Il logo includeva diversi errori. A causa di errori:
- Le lettere va + i (वि) della scrittura devanagari furono rappresentate in modo errato, essendo stati invertite nel processo, come (वि).
- Nelle lettere combinate va + i (ವಿ) della scrittura kannada, il segno diacritico era congiunto nel posto sbagliato.
- Nel caso del katakana giapponese, fu usato un kana sbagliato: wa (ワ) fu erroneamente utilizzato al posto del kana u (ワ), formando wai (ワィ), invece di wi (ウィ), presente nel nome giapponese del sito, Wikipedia (ウィキペディア).[13]

### Riprogettazione (2010)

Logo di Wikipedia dopo la riprogettazione del 2010

Alla fine del 2009, la Wikimedia Foundation avviò una riprogettazione del logo al fine di correggere gli errori e in generale aggiornare il logo del globo puzzle. Tra le altre preoccupazioni, il logo originale non era facilmente scalabile e alcune lettere apparivano distorte. Per il nuovo logo, la Wikimedia Foundation definì quali caratteri compaiono sui pezzi "nascosti" del puzzle e fece creare un modello computerizzato tridimensionale del globo per consentire la generazione di altre visualizzazioni.
Il nuovo design fu pubblicato nel maggio 2010. Questo presenta il nuovo rendering 3D del globo puzzle, nonché le versioni corrette di caratteri precedentemente errati. Inoltre, diverse lettere vennero sostituite da altre.
Il font del logo fu cambiato da Hoefler Text a Linux Libertine (open source) ed il sottotitolo non venne più scritto in corsivo. Il carattere "W", che veniva utilizzato in vari altri punti di Wikipedia, come nella favicon, ed era visto come una parte distintiva del marchio Wikipedia, era stilizzato come due V incrociate nel logo originale, mentre la W in Linux Libertine era rappresentata con una sola linea. Per mantenere l'aspetto tradizionale della "W" di Wikipedia, una W "incrociata" fu stata aggiunta come variante OpenType al carattere Linux Libertine.

#### Glifi nella riprogettazione del logo di Wikipedia (2010)
Per il nuovo logo fu disegnata l'intera superficie del globo, compresi i pezzi del puzzle nascosti nelle parti non visibili del logo. In totale vennero disegnati 51 pezzi del puzzle, di cui 18 visibili nel logo. Rimasero 21 spazi vuoti per i pezzi di puzzle mancanti.
I pezzi visibili del puzzle sono:
- Nella colonna più a sinistra, dall'alto verso il basso: la lettera maiuscola vev (Վ, trascrizione: v) dell'alfabeto armeno, le lettere combinate vo ed i (វិ, trascrizione: vi) dell'alfabeto khmer, la lettera u breve (উ, trascrizione: u) dell'alfabeto bengalese, le lettere combinate va ed i (वि, trascrizione: vi) della scrittura devanagari, la lettera vini (ვ, trascrizione: v) dell'alfabeto georgiano;
- Nella seconda colonna da sinistra, dall'alto verso il basso: la lettera maiuscola omega (Ω, trascrizione: o) dell'alfabeto greco, il carattere 維 dei caratteri cinesi tradizionali, la lettera vi (ವಿ, trascrizione: vi  della scrittura kannada, le lettere combinate wa e i (ཝི, trascrizione: wi) dell'alfabeto tibetano;
- Nella seconda colonna da destra, dall'alto verso il basso: i kana u ed i minuscola (ウィ, trascrizione: wi) della scrittura katakana, la lettera maiuscola W dell'alfabeto latino, la lettera maiuscola i (И, trascrizione: i) dell'alfabeto cirillico, la lettera waw (ו, trascrizione: v) dell'alfabeto ebraico, le lettere combinate va ed i (வி, trascrizione: vi) della scrittura tamil;
- Nella colonna più a destra, dall'alto verso il basso: la lettera wə (ው, trascrizione: wə) dell'alfabeto geʽez, la lettera waw isolata (و, trascrizione: w) dell'alfabeto arabo, le lettere combinate ieung, u ed i (위, trascrizione: wi) della scrittura hangul coreana, le lettere combinate wo waen e sara i (วิ, trascrizione: vi) dell'alfabeto thailandese.

I pezzi del puzzle della parte non visibile del logo sono:
- Nella seconda colonna da sinistra, dall'alto verso il basso: la lettera maiuscola V dell'alfabeto latino, le lettere combinate yodh e aleph (يا, trascrizione: yā) dell'alfabeto arabo;
- Nella colonna più a sinistra, dall'alto verso il basso: la lettera maiuscola wi (Ꮻ, trascrizione: wi) dal sillabario cherokee, la lettera wa (ᥝ, trascrizione: v) della scrittura tai le, la lettera maiuscola pi (Π, trascrizione: p) dell'alfabeto greco;
- Nella prima colonna a sinistra, tra quelle interamente non visibili nel logo statico, dall'alto verso il basso: lettere combinate va ed i (వి, trascrizione: vi) della scrittura telugu, la lettera maiuscola É dell'alfabeto latino, le lettere combinate v ed i (ဝီ, trascrizione: vi) dell'alfabeto birmano, la lettera o (ᐅ, trascrizione: o) dal sillabario aborigeno canadese, le lettere combinate wa ed i (ᤘᤡ) della scrittura limbu;
- Nella seconda colonna a sinistra, tra quelle interamente non visibili nel logo statico, dall'alto verso il basso: lettera uuinne (𐍅, trascrizione: w) dell'alfabeto gotico, la lettera u (ଉ, trascrizione: u) della scrittura odia, le lettere combinate va ed i (വി, trascrizione: vi) dell'alfabeto malayalam, la lettera wa (ᠸ, trascrizione: w) dell'alfabeto mongolo;
- Nella terza colonna a sinistra, tra quelle interamente non visibili nel logo statico, dall'alto verso il basso: le lettere combinate va ed i (વિ, trascrizione: vi) dell'alfabeto gujarati, le lettere combinate wa ed i (ᨓᨗ, trascrizione: wi) della scrittura lontara, la lettera vedi (Ⰲ, trascrizione: vi) della scrittura glagolitica, la lettera U dell'alfabeto latino;
- Nella seconda colonna da destra, dall'alto verso il basso: la lettera de (Д, trascrizione: d) dell'alfabeto cirillico, la I maiuscola con puntino (İ) dell'alfabeto latino;
- Nella colonna più a destra: le lettere combinate va ed i (වි, trascrizione: vi) dell'alfabeto singalese;
- Nella prima colonna a destra, tra quelle interamente non visibili nel logo statico, dall'alto verso il basso: le lettere combinate vava e sihari (ਵਿ, trascrizione: vi) dell'alfabeto gurmukhi, le lettere combinate vaavu ed i (ވި, trascrizione: vi) della scrittura thaana, la lettera H e la lettera Ä dell'alfabeto latino;
- Nella seconda colonna a destra, tra quelle interamente non visibili nel logo statico, dall'alto verso il basso: la lettera maiuscola ya (Я, trascrizione: ya) dell'alfabeto cirillico, le lettere combinate w ed i (ວິ, trascrizione: vi) dell'alfabeto laotiano, la lettera maiuscola u (У, trascrizione: u) dell'alfabeto cirillico, il carattere 典 dei caratteri cinesi tradizionali;
- Nella terza colonna a destra, tra quelle interamente non visibili nel logo statico, dall'alto verso il basso: le lettere combinate wa ed i (ꦮꦶ, trascrizione: wi) dell'alfabeto giavanese, la lettera waw isolata (ܘ, trascrizione: w) dell'alfabeto siriaco, la lettera maiuscola ve (В, trascrizione: v) dell'alfabeto cirillico, la lettera wi (ᜏᜒ, trascrizione: wi) dell'alfabeto baybayin.

## Riproduzioni fisiche
Nel 2009, la Wikimedia Foundation installò una stampa in 3D raffigurante metà del globo di Wikipedia, nella sua sede a San Francisco, California, Stati Uniti. Fu realizzata da Why We Can, uno studio di design con sede a Oakland, in California.
Il 22 ottobre 2014, nella città di Słubice, in Polonia, fu stato inaugurato il Monumento a Wikipedia, una statua dello scultore Mihran Hakobyan in onore dei contributori di Wikipedia. Il monumento in vetroresina, che raggiunge i 2 m di altezza, raffigura quattro figure nude che tengono in alto un globo basato sul logo di Wikipedia. È il primo monumento al mondo all'enciclopedia online.

Il 29 settembre 2017, una scultura del logo di Wikipedia fu stata immersa nel fondo del lago Sevan in Armenia, per formare una barriera artificiale. Fu realizzato grazie agli sforzi congiunti della comunità Wikimedia Armenia e del club subacqueo ArmDiving. La scultiura di 2 m di diametro è la più grande rappresentazione del logo di Wikipedia nel mondo ed è stata realizzata in Armenia in occasione dell'incontro annuale degli affiliati Wikimedia dell'Europa centrale e orientale, che il paese ospitò nell'agosto 2016 a Dilijan.

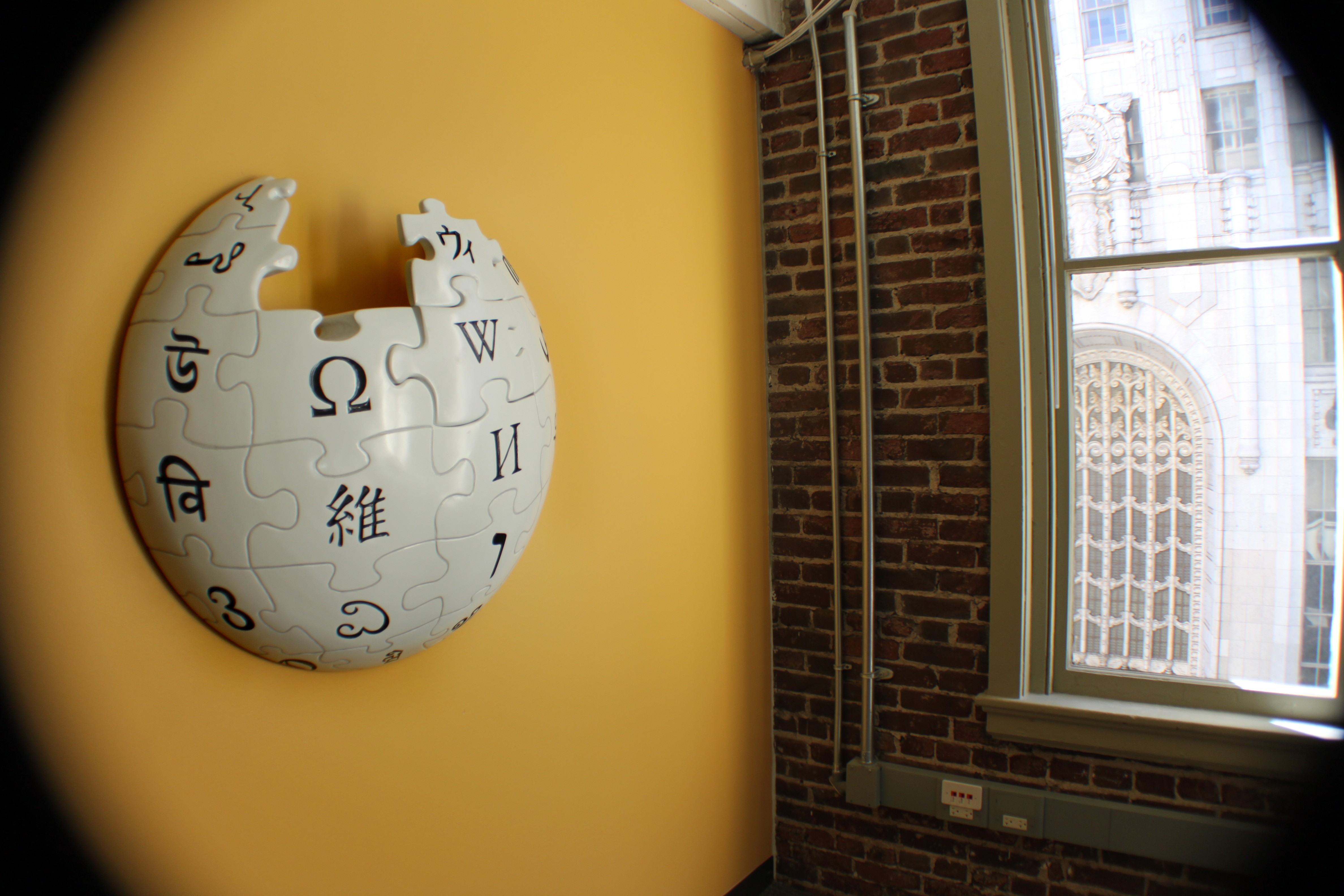
La stampa 3D del logo di Wikipedia presso la sede della Wikimedia Foundation, San Francisco, California.
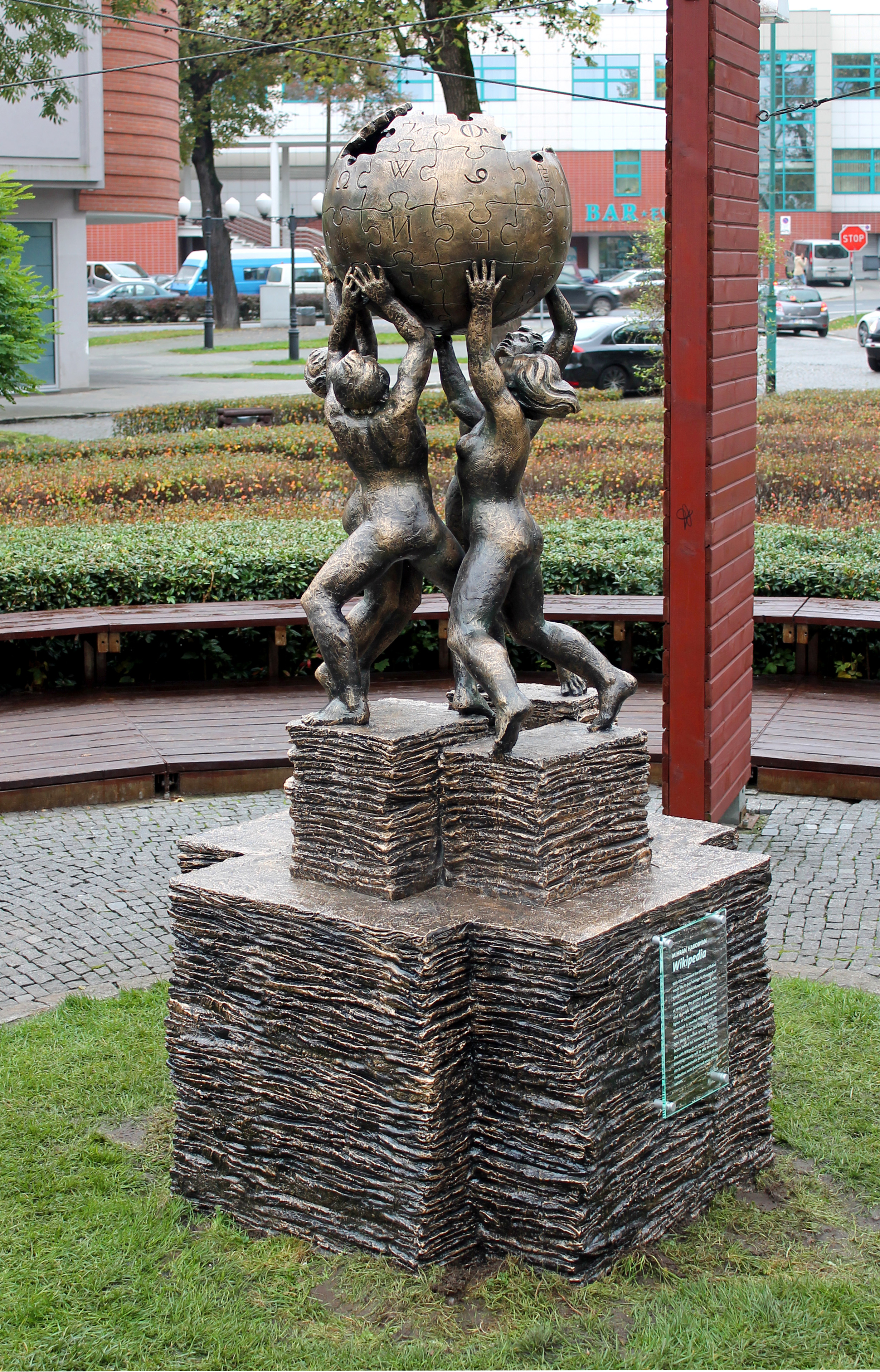
Il Monumento a Wikipedia esposto a Słubice, Polonia
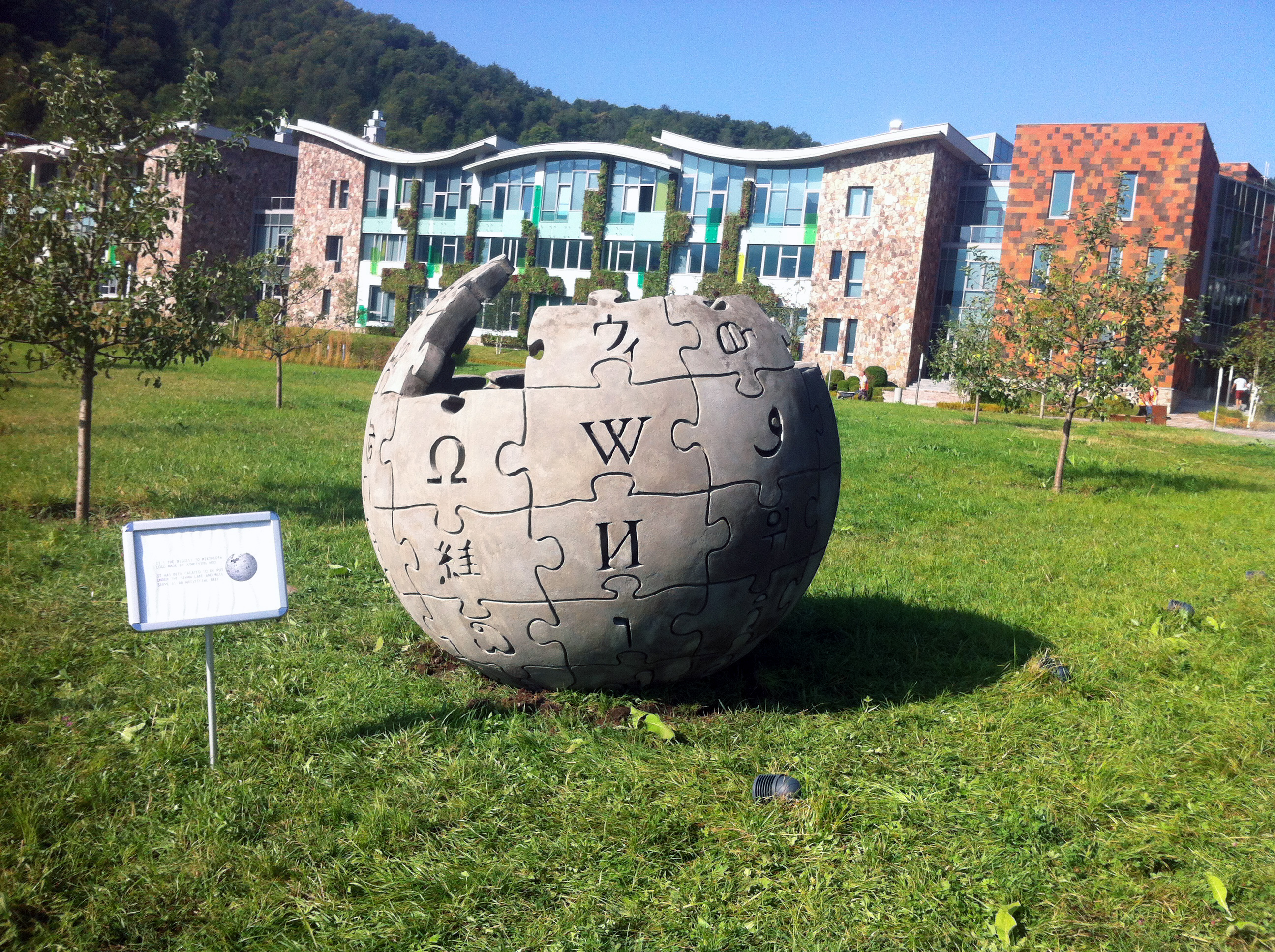
La scultura del logo di Wikipedia, prima di essere immersa nel lago Sevan, Armenia

## Marchio e diritto d'autore
Il logo del 2010 è registrato presso il sistema di Madrid con i numeri di registrazione 1221024 1221826 e 1238122.
Negli Stati Uniti, i loghi del 2003 e del 2010 sono marchi registrati rispettivamente con i numeri di registrazione 3594356 e 4710546.
I loghi del 2003 e del 2010 sono registrati come marchio dell'Unione Europea dalla Wikimedia Foundation. Il logo del 2003 reca data di deposito 31 gennaio 2008 e data di registrazione 20 gennaio 2009. Il logo del 2010 reca data di deposito 28 marzo 2014 e data di registrazione 22 agosto 2014.
Il 1º gennaio 2021, ai loghi del 2003 e del 2010 sono stati assegnati i numeri di marchio del Regno Unito a seguito della Brexit.
Il 24 ottobre 2014, la Wikimedia Foundation ha rilasciato il logo, insieme a tutti gli altri loghi appartenenti alla fondazione, sotto la licenza Creative Commons.